# Dasypolia libanotica
Dasypolia libanotica är en fjärilsart som beskrevs av Max Wilhelm Karl Draudt 1933. Dasypolia libanotica ingår i släktet Dasypolia och familjen nattflyn. Inga underarter finns listade i Catalogue of Life.